# Revolució comercial
La Revolució comercial va ser un període d'Europa d'expansió econòmica, amb el colonialisme i el mercantilisme que va durar aproximadament des de finals del segle xiii fins principis del segle xviii. Va ser tingut com un èxit al segle xviii per la revolució industrial. Començant amb les Croades els europeus van descobrir les espècies, sedes i d'altres primeres matèries rares a Europa. Aquest desenvolupament va crear un nou desig per al comerç, el qual es va expandir en la segona meitat de l'edat mitjana. La nova formació d'estats europeus, a través de viatges, van ser a la recerca de rutes alternatives de comerç en els segles XV i XVI, el que va permetre a les potències europees construir grans i noves xarxes comercials internacionals. Les nacions també van buscar i van trobar noves fonts de riquesa. La Revolució comercial està marcada per un augment en el comerç en general, i en el creixement dels serveis financers, com ara la banca, les assegurances, i la inversió econòmica.

## Orígens del terme
El terme va ser encunyat a la meitat del segle xx, per l'historiador econòmic Roberto Sabatino Lopez, per canviar el focus lluny del terme anglès de la revolució industrial. En el seu llibre més conegut, The Commercial Revolution of the Middle Ages (1971, amb nombroses reedicions), López va argumentar que la contribució fonamental de l'època medieval en la història europea va ser la creació d'una economia comercial, centrada en un primer moment en l'oriental italo-bizantí del Mediterrani, però amb el temps es va estendre a les ciutats estat italianes i sobre a la resta d'Europa.

## Datació
La revolució comercial va funcionar aproximadament a partir de finals del segle xiii fins al segle xviii, amb Walt Whitman Rostow que explica que el començament va ser "arbitràriament" el 1488, any en què el primer europeu va navegar prop del cap de Bona Esperança. La majoria dels historiadors, entre ells acadèmics com a Angeliki Laiou, Robert S. Lopez, Irving W. Raymond, i Peter Spufford indiquen que hi va haver una revolució comercial dels segles XII al XIII, i que va començar en aquest punt, en lloc de mes tarda.

## Factors de la Revolució comercial

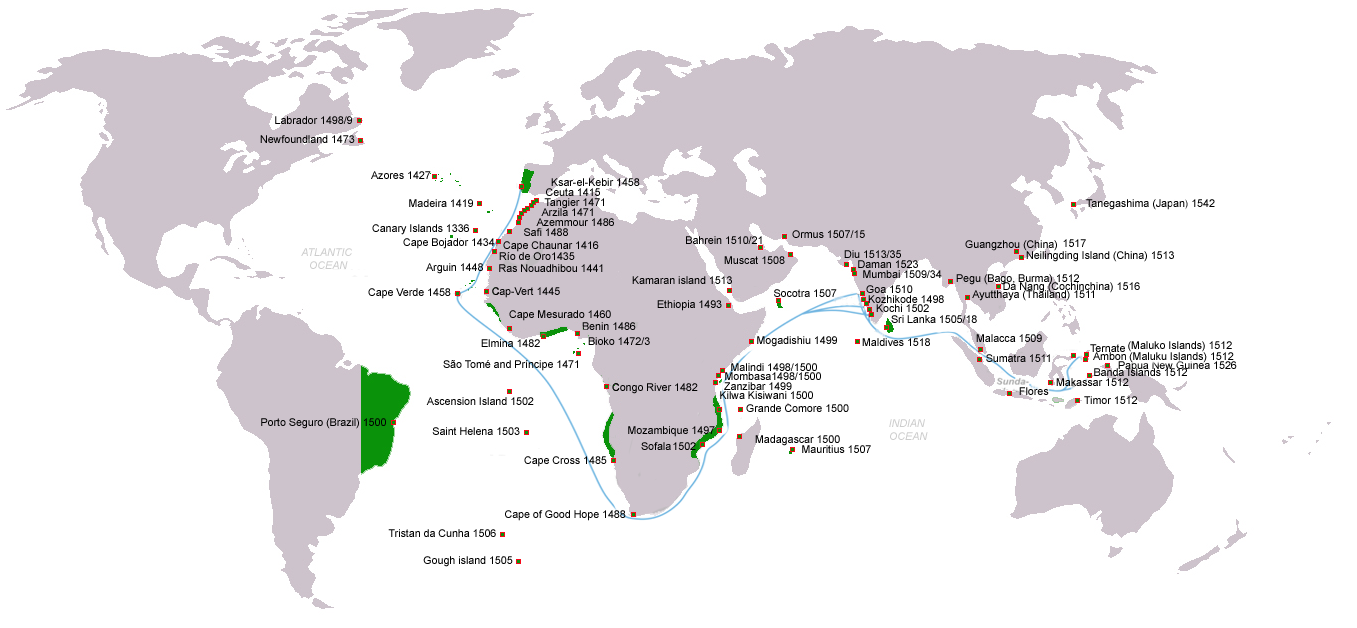
Descobriments i exploracions portugueses de 1415 a 1543: primers llocs i dates d'arribada; Principals rutes portugueses d'espècies a l'Oceà Índic (en blau); Territoris de l'imperi portuguès sota el govern del rei Joan III de Portugal (1521-1557) (en verd).

La Revolució comercial va començar a la fi del segle xii i va durar tot el segle xiii. El deteriorament del clima que va provocar el final del període càlid medieval -o anomalia meteorològica medieval- va causar un declivi econòmic a començaments del segle xiv - Gran Fam -. Tanmateix, l'expansió demogràfica va continuar fins a l'arribada de la Pesta Negra en 1347, quan a prop del 50% de la població europea va morir a causa de l'epidèmia. Els efectes econòmics d'una escassetat de mà d'obra van fer pujar els salaris, mentre que els rendiments agrícoles van tornar a sostenir una població disminuïda. A començaments del segle xv, l'expansió econòmica associada amb la Revolució comercial en segles anteriors va tornar amb tota la seva força, ajudada per millores en la navegació i la cartografia.
Els factors geopolítics, monetaris i tecnològics van impulsar l'Era del Descobriment. Durant aquest període (1450-segle XVII), el centre econòmic europeu va passar del Mediterrani islàmic a Europa Occidental - Portugal, Espanya, França, Holanda i, en certa manera, Anglaterra -. Aquest canvi va ser causat per la circumnavegació de l'Àfrica, que va obrir el comerç marítim amb l'est: després que l'explorador Vasco da Gama de Portugal va envoltar] el cap de Bona Esperança i va arribar a Calicut, l'Índia al maig de 1498, amb un nou possible camí per al comerç oriental, donant fi al monopoli dels turcs otomans i els seus aliats europeus, les ciutats estat italianes. La riquesa de les Índies estava ara oberta als europeus; l'Imperi Portuguès va ser un dels primers imperis europeus en fer créixer el comerç de les espècies. Després d'això, Portugal es va convertir en l'estat que va controlar el comerç entre l'est i l'oest, seguit més tard per la ciutat holandesa d'Anvers. El comerç marítim directe entre Europa i la Xina es va iniciar en el segle xvi, després que els portuguesos establissin l'assentament de Goa a l'Índia al desembre de 1510 i després el de Macau al sud de la Xina el 1557. Com els anglesos van arribar tard a unir-se al comerç transatlàntic, la seva revolució comercial es va produir també més tard.

### Factors geopolítics
Al 1453, els turcs otomans es van apoderar de Constantinoble, el que va tallar o va augmentar significativament el cost de les rutes de comerç terrestre cap a l'Orient Llunyà, pel que calia trobar rutes alternatives. Les lleis angleses van ser canviades per beneficiar la marina de guerra, però tenien termes d'implicacions comercials. Aquestes lleis també van contribuir a la desaparició de la Lliga Hanseàtica, que comerciava al nord d'Europa. A causa de la Reconquesta, els espanyols tenien una cultura guerrera per conquerir encara més gent i llocs, per la qual cosa Espanya estava perfectament posicionada per desenvolupar el seu vast imperi en ultramar. La rivalitat entre les potències europees va produir una intensa competència per la creació d'imperis colonials, i va alimentar la pressa per sortir d'Europa.

### Factors monetaris
La necessitat de monedes de plata també va afectar el desig d'ampliar l'exploració, ja que la plata i l'or s'utilitzaven per al comerç en el Orient Mitjà i l'Llunyà. Els europeus tenien un dèficit constant, ja que la plata i la moneda d'or només anaven en una direcció: fora d'Europa, gastats en el tipus de comerç que ara estaven tallats pels otomans.
Una altra qüestió era que les mines europees estaven esgotades de mineral de plata i or. El que quedava estava massa profund per recuperar-se, ja que l'aigua ompliria la mina, i la tecnologia no estava prou avançada com per eliminar-la amb èxit i poder arribar al mineral.
Un segon argument és que el comerç durant el principi de la Revolució comercial no va ésser deguda amb al lingots d'or o plata, sinó a causa d'una nova fe en l'encunyació d'or. Les ciutats estat italianes com Gènova i Florència, on les primeres monedes d'or van començar a ser encunyades el 1252, i regnes com el Regne de Sicília rutinàriament van rebre or a través de socis comercials com ara Tunísia i el Senegal. Una moneda nova, estable i universalment acceptada, que era compatible amb els sistemes d'encunyació tradicionals d'Europa i atenia la creixent demanda de divises per facilitar el comerç, feia encara més lucratiu el comerç amb la resta del món.

### Factors tecnològics

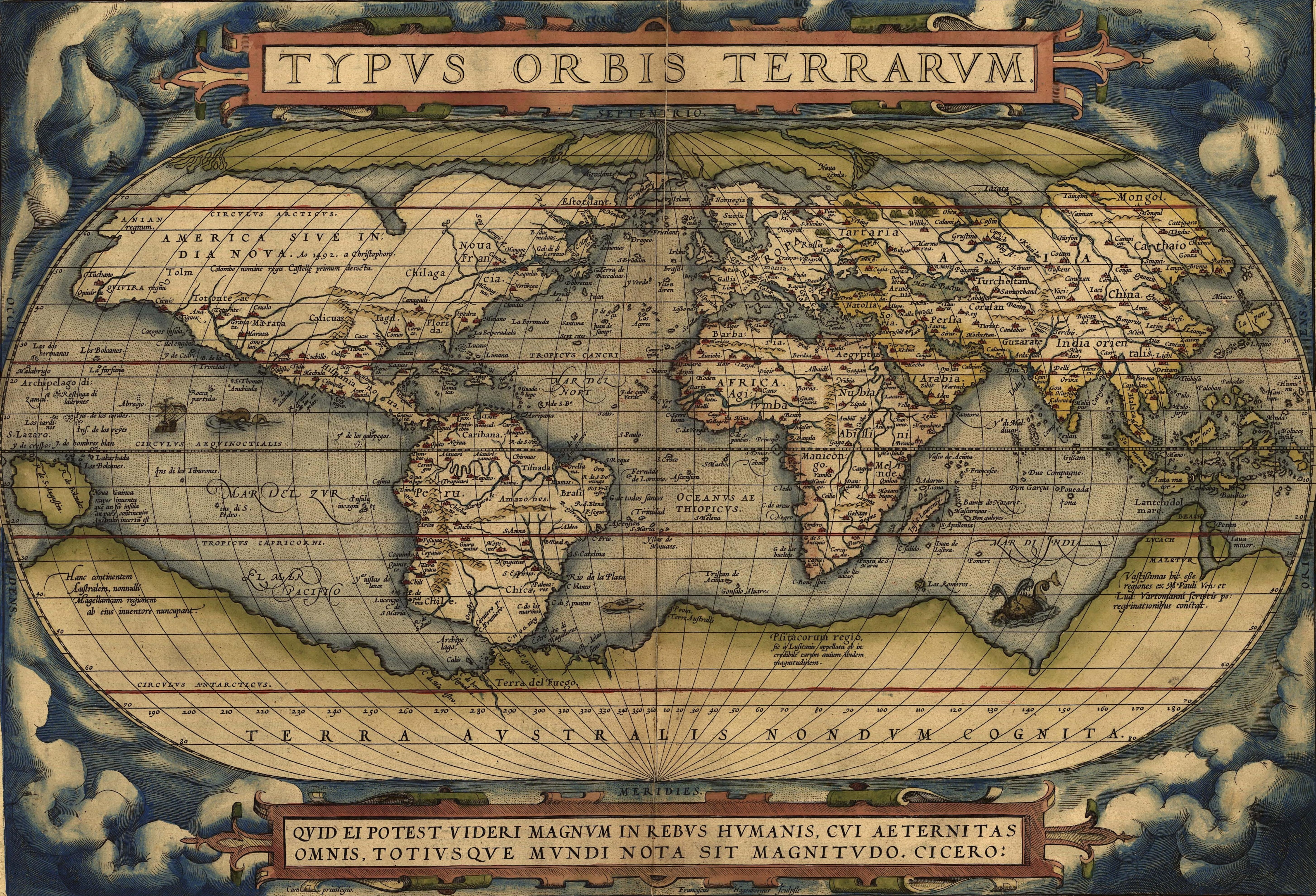
Atles d'Ortelius. El 20 de maig de 1570 Gilles Coppens de Diest a Anvers va publicar 53 mapes creats per Abraham Ortelius sota el títol Theatrum Orbis Terrarum, que és considerat com el «primer atles modern». Les edicions llatines, a més a més d'edicions holandeses, franceses i alemanyes van aparèixer abans de finals de 1572.

Entre els segles xvi i xviii, els europeus van fer notables millores marítimes. Aquestes innovacions els van permetre expandir-se a l'exterior i establir colònies, sobretot durant els segles xvi i xvii. Van desenvolupar noves veles per als vaixells, la construcció naval basada en esquelet, la galera occidental al final del segle xi, sofisticats instruments de navegació i gràfics i mapes detallats. Després que Isaac Newton va publicar Principia, la navegació es va transformar, perquè els mariners podien predir el moviment de la lluna i d'altres objectes celestes fent servir les teories de Newton del moviment. A partir de 1670, el món sencer va mesurar-se utilitzant instruments de latitud essencialment moderns. Al 1676, el Parlament britànic va declarar que la navegació era el problema més greu científic de l'època i el 1714 va oferir un important premi financer per a la solució de la recerca de la longitud. Això va estimular el desenvolupament del cronòmetre nàutic, el mètode de la distància lunar i la invenció de l'octant després de 1730. A la fi del segle xviii, els navegants van reemplaçar els seus instruments anteriors per octants i sextants.

### Personatges importants
Importants contribuents a l'exploració europea van ser el príncep Enric el Navegador de Portugal, que va ser el primer dels europeus en aventurar-se en l'oceà Atlàntic, el 1420. Altres van ser Bartolomeu Dias el que primer va rodejar el Cap de Bona Esperança; Vasco da Gama, que va navegar directament a l'Índia des de Portugal; Fernando Magallanes, el primer de circumnavegar la Terra; Cristòfor Colom, que es va trobar significativament amb les Amèriques; Jacques Cartier, que va navegar per França, buscant el Pas del Nord-oest, i d'altres.

## Característiques principals
L'economia de l'Imperi Romà s'havia basat en els diners, però després de la caiguda de l'Imperi, els diners es va fer escàs; el poder i la riquesa es van convertir estrictament en terres, i els feus locals eren autosuficients. Perquè el comerç era perillós i car, no hi havia ni molts comerciants i, per tant, gran comerç. L'escassetat de diners tampoc va ajudar; tanmateix, el sistema econòmic europeu va començar a canviar en el segle xiv, en part com a resultat de la Pesta Negra i de les Croades.

### Inflació

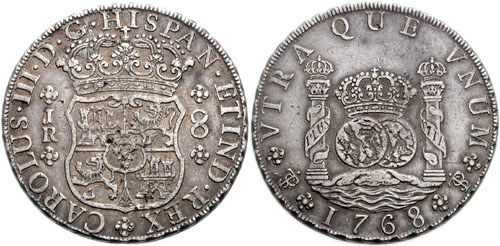
Potosí (Bolívia) plata de 8 rals, Carles III, 1768.

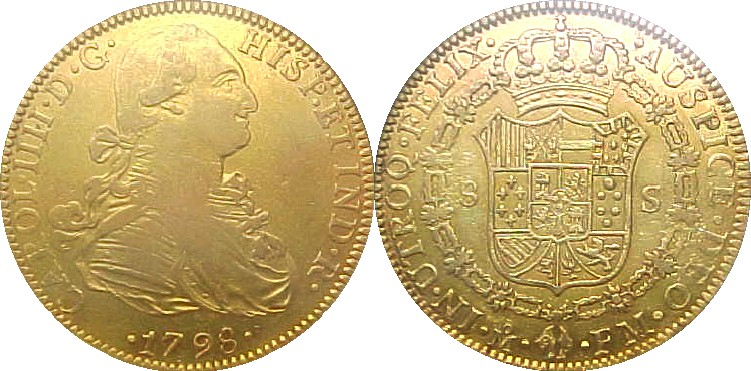
Dobló d'or espanyol estampat com a encunyació el 1798.

Espanya va amassar legalment aproximadament 180 tones d'or i 8200 tones de plata a través del Nou Món, i una altra quantitat desconeguda a través del contraban, gastant aquests diners per finançar guerres i les arts. La plata gastada, que sobtadament es va estendre a través d'una Europa prèviament privada de diners en efectiu, va causar una inflació generalitzada. La inflació va ser agreujada per una població creixent, però un nivell de producció estàtica, baixos salaris dels empleats i un augment en el cost de vida. Aquest problema, combinat amb la subpoblació -causada per la Peste Negra-, va afectar el sistema d'agricultura. L'aristocràcia terratinent va patir sota la inflació, ja que depenia de pagar petits salaris fixos als arrendataris camperols que podien exigir més grans salaris.
L'aristocràcia va fer intents frustrats per contrarestar aquesta situació en crear arrendaments a curt termini de les seves terres per permetre la revaloració periòdica de la renda. El sistema senyoriu -sistema de senyoriu de senyor i arrendatari camperol- finalment va desaparèixer, i els aristòcrates propietaris de terres van ser obligats a vendre parts del seu terreny per mantenir el seu estil de vida. Aquestes vendes van atreure els rics burgesos -de la paraula francesa que es refereix a aquesta classe dominant, emergida amb el comerç-, que van voler comprar la terra i augmentar així el seu estat social. Els antics «terrenys comuns» van ser tancats per la burgesia terratinent, un procés conegut com a "recinte» que va augmentar l'eficiència de la cria de bestiar, principalment llana d'ovella per a la indústria tèxtil. Aquest «recinte» va obligar els pagesos a sortir de les zones rurals i a entrar en les ciutats, el que va donar lloc a la urbanització i eventualment a la revolució industrial. D'altra banda, l'augment en la disponibilitat de moneda de plata va permetre que el comerç s'expandís de nombroses maneres. La inflació no va anar del tot malament.

### Bancs

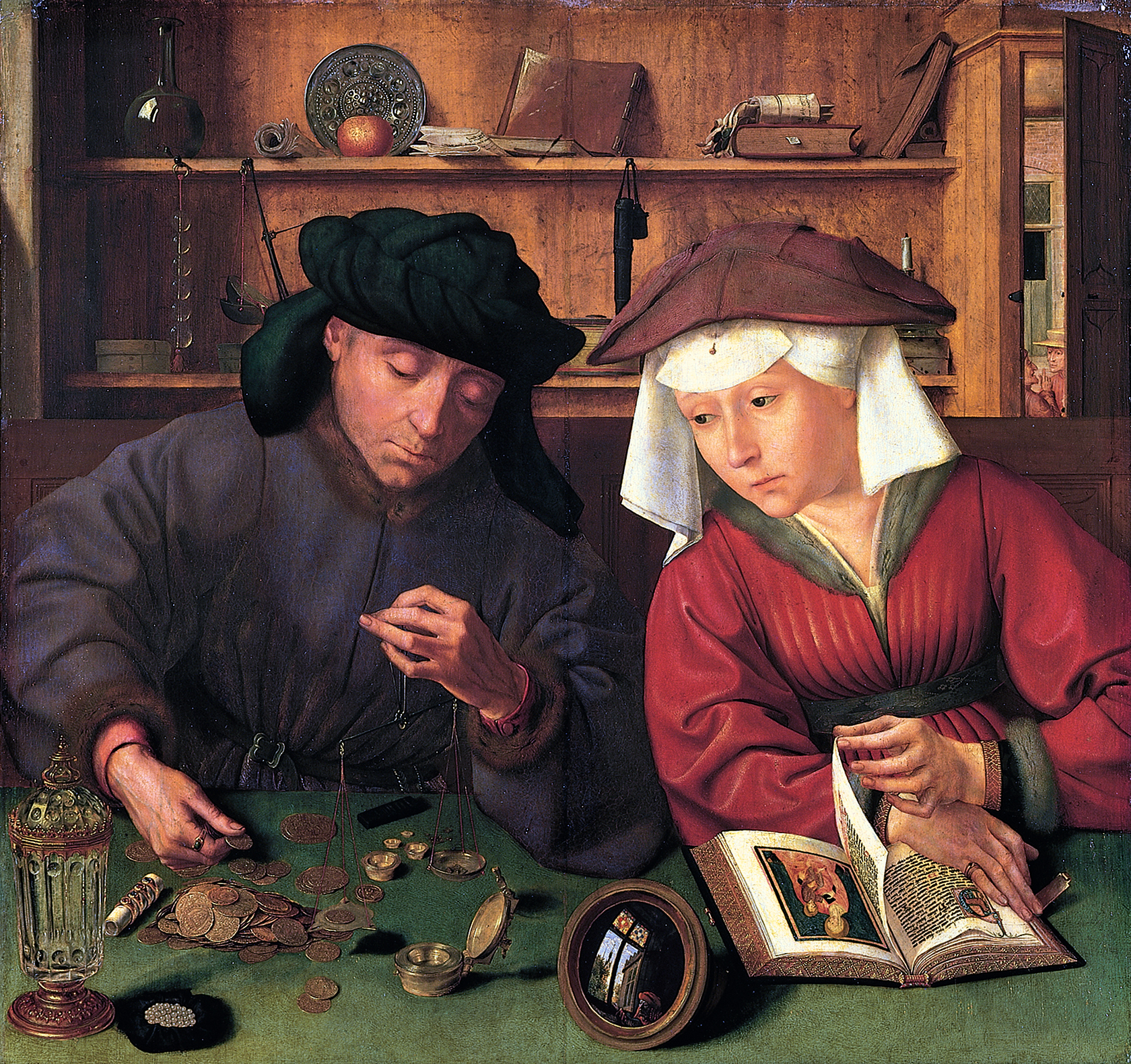
El canvista i la seva dona de Quentin Matsys (1514)
Pintura a l'oli Museu del Louvre, París

Diversos desenvolupaments legals i religiosos a la fi de l'edat mitjana van permetre un sistema bancari modern a començaments del segle xvi. Es va permetre carregar l'interès, i els beneficis generats pel préstec de diners d'altres persones.
Els bancs de la península italiana van tenir grans dificultats per operar a la fi del segle xiv, per falta de plata i moneda d'or. Tanmateix, a la fi del segle xvi, es disposava de suficient lingots perquè molta més gent pogués guardar una petita quantitat acumulada i utilitzada com capital.
En resposta a aquests diners extra disponibles, els interessos bancaris del nord d'Europa van avançar; entre ells estava la família Fugger, originàriament propietaris de mines, però aviat es van involucrar en activitats bancàries, cobrant interessos i realitzant d'altres activitats financeres. S'ocupaven de tothom, des d'individus comuns fins a la més alta noblesa. Els seus bancs també van prestar als emperadors i reis. Aquesta família, i d'altres persones, van usar mètodes italians que van superar la capacitat de la Lliga Hanseàtica per mantenir-se al dia amb els canvis que succeïen al nord d'Europa.]
Anvers en va tenir una de les primeres borses de diners a Europa, on la gent podia canviar moneda. Després del setge d'Anvers (1584-1585), la majoria de les transaccions comercials es van traslladar a Amsterdam. El Banc d'Amsterdam, seguint l'exemple d'una societat privada d'Estocolm, va començar a emetre bitllets per disminuir la dificultat del comerç, substituint el metall -moneda i lingots- en els intercanvis. El 1609 es va fundar l'Amsterdamsche Wisselbank (Amsterdam Exchange Bank), que va convertir Amsterdam en el centre financer del món fins a la Revolució Industrial. En un notable exemple de interacció entre les societats anònimes i els bancs, el Banc d'Anglaterra, que va obrir les portes el 1694, va ser una societat anònima.

### Gestió del risc
El comerç en aquest període era un negoci arriscat: la guerra, el clima i d'altres incerteses sovint impedien que els comerciants obtinguessin guanys i, amb freqüència, tot un carregament desapareixia. Per a alleugerir aquest risc, els rics es van unir per compartir el risc a través d'accions: les persones serien propietàries d'accions d'una empresa, pel que sí hi havia una pèrdua, no seria una pèrdua total per a l'inversor individual en una única transacció.
Altres formes de mitigar el risc i la despesa associada amb tota la nova activitat comercial inclouen les companyies d'assegurances i societats anònimes creades com a institucions formals. La gent havia estat informalment compartint el risc durant centenars d'anys, però les formes legals del risc eren noves i millors.
Encara que les classes dominants no acostumaven a ajudar directament en els esforços comercials, i els individus eren desiguals en la mencionada feina, governants com Enric VIII d'Anglaterra va establir una Marina reial permanent, amb la intenció de reduir la pirateria i protegir la navegació anglesa.

#### Societats anònimes i borses de valors

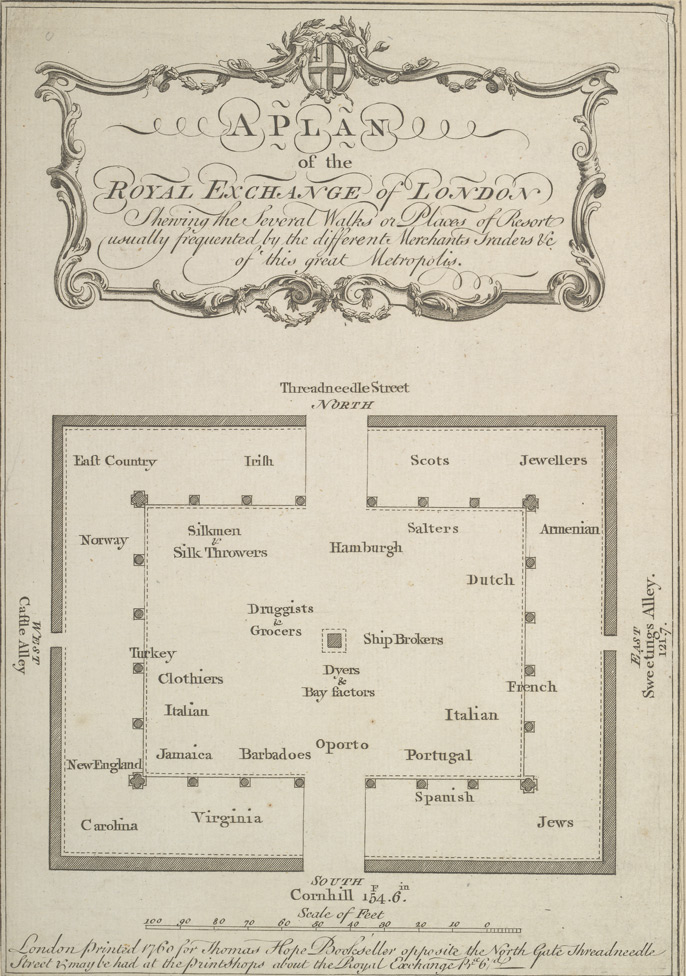
Plànol del London Royal Exchange el 1760

Les borses es van desenvolupar a mesura que augmentava el volum de les transaccions de valor>s. El London Royal Exchange establert el 1565 es va desenvolupar primer com a mercat de valors, encara que el 1801 s'havia convertit en una borsa de valors.
L'historiador Fernand Braudel suggereix que al Caire, en el segle xi, els comerciants musulmans i jueus ja havien establert tota forma d'associació comercial i tenien coneixement de tots els mètodes de crèdit i pagament, refutant la creença que van ser inventats més tard per italians. A la França del segle xii els cortesans de canvi es van ocupar de la gestió i regulació dels deutes de les comunitats agrícoles en nom dels bancs. Perquè aquests homes també negociaven amb deutes, podrien ser nomenats els primers «corredors». A la fi del segle xiii, els comerciants de mercaderies de Bruges es van reunir a la casa d'un home nomenat Van der Beurse, i el 1309 es van convertir en la «Bruges Beurse» Institucionalitzant el que havia estat, fins aleshores, una reunió informal. La idea es va estendre ràpidament al voltant de Flandes i els comtats veïns i «Beurzen» aviat es va obrir a Gant i Amsterdam.
«A mitjan segle xiii, els banquers venecians van començar a comerciar amb valors del govern, i en 1351 el govern venecià va prohibir la difusió de rumors destinats a reduir el preu dels fons del govern». Els banquers de Pisa, Verona, Gènova i Florència també van començar amb valors del govern durant el segle xiv. Aquesta pràctica només era possible, perquè aquests estats independents de la ciutat no eren governats per un duc sinó un consell de ciutadans influents. Els holandesos van iniciar posteriorment societats anònimes, que permetien als accionistes invertir en negocis i obtenir una part dels seus guanys o pèrdues. L'any 1602, La Companyia Holandesa de les Índies Orientals va emetre les primeres accions en la Borsa de Valors d'Amsterdam. Va ser la primera empresa en emetre accions i bons.
La Borsa d'Amsterdam també es diu que ha estat la primera borsa per introduir el comerç continu a començaments del segle xvii. Els holandesos van ser «pioners en la venda en descobert, el comerç d'opcions, els «swaps» de deute i capital, la banca comercial, els fideïcomissos d'inversió i d'altres instruments especulatius, tal com els coneixem».

#### Companyies d'assegurances

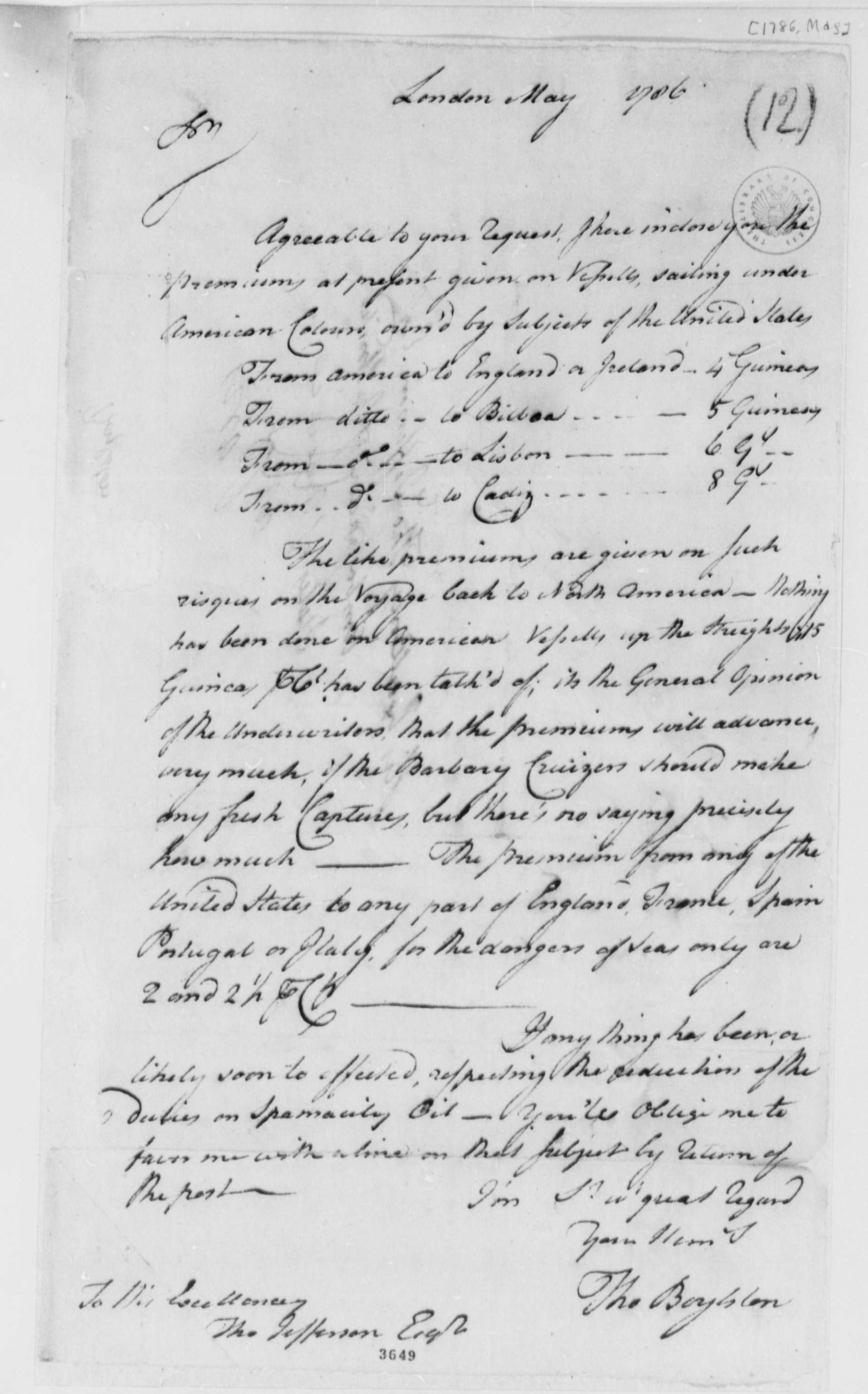
Un exemple de contracte d'assegurança. Documents com aquest van ajudar els comerciants a sobreviure a les pèrdues.

Les companyies d'assegurances eren una altra forma de mitigar el risc. L'assegurança d'una forma o una altra ha estat tan antiga com els documents. El que va diferir pel que fa a assegurances en els segles xvi i xvii va ser que aquests mecanismes informals es van formalitzar.
El Lloyd's de Londres va néixer el 1688 en cafeteries angleses que proveïen a mariners, comerciants i d'altres persones involucrades en el comerç. Curiosament, el cafè de Lloyd va publicar un diari, que donava notícies de diverses parts del món, i va ajudar els asseguradors en el cafè, per determinar el risc. Aquesta innovació va ser una de totes aquelles que van permetre la categorització del risc. Una altra innovació va ser l'ús de catàlegs i classificacions de vaixells. Altres formes d'assegurança van començar a aparèixer també. Després del gran incendi de Londres, Nicholas Barbon va començar a vendre assegurances d'incendis el 1667.
Les lleis van ser canviades per ocupar-se de les assegurances, com ara l'Ordonnance de la Marine (per Colbert en 1681).

### Teoria econòmica
A mesura que l'economia creixia a través de la Revolució comercial, també intentava fer-se entendre i influir. La teoria econòmica com un subjecte separat va sorgir quan les tensions del nou ordre mundial van portar dues teories oposades de com una nació acumula riquesa: les  polítiques mercantils i de lliure comerç.
El mercantilisme va inflamar les creixents hostilitats entre les potències europees cada vegada més centralitzades, ja que l'acumulació de metalls preciosos per part dels governs es considerava important per al prestigi i el poder d'una nació moderna. Aquesta participació en l'acumulació d'or i plata -entre altres coses- es va fer important en el desenvolupament de l'estat nació.

#### Mercantilisme

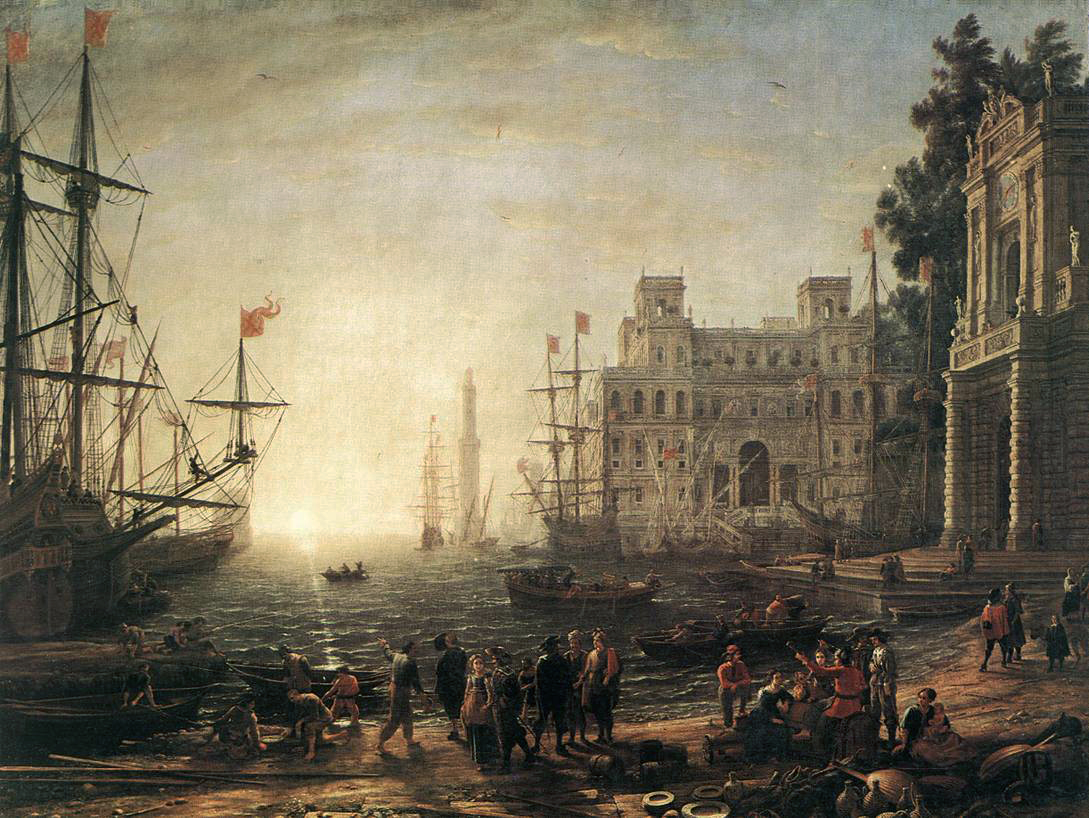
Quadre de Le Lorrain que representa un port de mar francès l'any 1638, en l'auge del mercantilisme.

El mercantilisme és una política econòmica que emfasitza l'objectiu de cada nació en guanyar tant diners com sigui possible per qualsevol medi. La creença era que quant més rica era la nació, més poderosa era. Darrere aquesta idea estava la conseqüència del sistema gremial, ja que els gremis eren empreses monopolistes: regulaven el comerç dintre de les ciutats controlant la creació de béns, regulant-se a través del seu sistema d'aprenentatge, mantenint els comerciants fora de la venda de mercaderies en la ciutat i forçant els estrangers a pagar peatges i d'altres tipus d'impostos pel privilegi de fer negocis en aquesta ciutat. Es van aprovar lleis per fer complir aquest concepte, com les Actes de navegació angleses.

## Colonialisme
El mercantilisme va ser un important impulsor del colonialisme, ja que, segons la teoria, la colònia existia a favor de la mare pàtria. Aquesta suposició significava que a les colònies se'ls prohibia participar en el seu propi comerç independent i, per tant, competir amb la mare pàtria. Es van establir colònies per proveir clients, matèries primeres i oportunitats d'inversió. Altres objectius importants del colonialisme eren les consideracions polítiques europees i el fervor religiós. L'administració de les colònies establertes pels europeus va reflectir parcialment en la mare pàtria. El sistema espanyol de comanda de treball forçós a l'Amèrica Llatina i Filipines va ser una extensió del sistema feudal espanyol, amb la concessió del territori com a part d'una extensió reial del poder. Després de l'adquisició espanyola de les Filipines, el ritme d'intercanvi entre la Xina i Occident es va accelerar dramàticament. Els galions de Manila van portar molta més plata a la Xina que la Ruta de la Seda. El govern Qing va intentar limitar el contacte amb el món exterior al mínim. Qing només va permetre el comerç a través del port de Cantón, el que ara és Guangzhou. Es van establir burocràcies severes i monopolis amb llicència per restringir el flux del comerç, el que va resultar amb alts preus al detall per als béns importats i una demanda limitada.
Els anglesos, d'altra banda, van utilitzar la Companyia Britànica de les Índies Orientals com a agent de la corona, que s'esperava que governés i protegís el poble i el comerç en la colònia. Els anglesos també van desenvolupar un imperi comercial a Amèrica del Nord, l'Índia i Austràlia, amb la intenció de creació de colònies per obtenir guanys.
Com a resultat de l'alta demanda de te, seda i porcellana a Gran Bretanya i la baixa demanda de productes bàsics britànics a la Xina, Gran Bretanya va tenir un gran dèficit comercial amb la Xina i va haver de pagar aquests béns amb plata. Gran Bretanya va començar a exportar il·legalment opi a la Xina des de l'Índia britànica en el segle xviii per contrarestar el seu dèficit. El comerç de l'opi va envolar-se ràpidament i el flux de la plata va començar a revertir-se. L'emperador de Yongzheng va prohibir la venda i el fumar opi el 1729 a causa de la gran quantitat d'addictes.
Els francesos van seguir els anglesos al Nou Món i van establir Québec el 1608. No van poblar Amèrica del Nord tant com ho van fer els anglesos, ja que no van permetre que els hugonots viatgessin al Nou Món. A més a més, les pesades regulacions governamentals sobre el comerç a França van descoratjar l'assentament.
L'Imperi Portuguès va crear bases de comerç a Amèrica del Sud, Àfrica, l'Índia i al sud-est de l'Àsia.

### Monopolis comercials
Els governs es van involucrar directament en el comerç mitjançant la concessió de monopolis comercials reials. Per exemple, la reina Elisabet I d'Anglaterra havia concedit a Walter Raleigh un monopoli comercial per a l'exportació de tela i vi. Irònicament, la competència entre les potències colonials va portar la concessió de monopolis comercials a les Companyies de les Índies Orientals.

### Comerç triangular
Un comerç triangular va succeir en aquest període: entre l'Àfrica, Amèrica del Nord i Anglaterra; va funcionar de la següent manera: Els esclaus van venir de l'Àfrica, i van anar a les Amèriques; Les matèries primeres procedien de les Amèriques i es dirigien a Europa; d'allà, els productes acabats van venir d'Europa i van ser venuts novament a les Amèriques a un preu molt més alt.
A causa de la mort massiva dels indígenes, es va establir el comerç atlàntic d'esclaus per importar la mà d'obra necessària per a l'extracció de recursos, com l'or i la plata i treballar l'agricultura.

## Llei
Les lleis van començar a canviar per fer front al comerç, tant a nivell internacional com local dintre de cada país.
A França, per exemple, l'Ordinance of Marine de Lluís XIV va ser publicada sota els auspicis de Colbert el 1691, i va ser el primer codi complet de dret marítim i comercial; i «quan considerem l'originalitat i extensió del disseny i l'habilitat amb la qual s'executa, no vacil·larem a admetre que mereix ser classificada entre les obres més nobles que el geni legislatiu i l'aprenentatge han aconseguit».

## Efectes
La Revolució comercial, juntament amb altres canvis en el principi del període modern, va tenir efectes dramàtics al globus. Cristòfor Colom i els conqueridors, a través dels seus viatges, van ser indirectament responsables del despoblament massiu d'Amèrica del Sud. Van ser directament responsables de destruir les civilitzacions dels inques, asteques i maies en la seva recerca de construir l'Imperi Espanyol. Altres europeus també van afectar els pobles d'Amèrica del Nord.
Una conseqüència igualment important de la Revolució comercial va ser l'intercanvi colombí. Les plantes i els animals es van moure per tot el món a causa dels moviments humans. Per exemple, la febre groga, prèviament desconeguda a Amèrica del Nord i del Sud, va ser importada a través de l'aigua que van subministrar a les naus a l'Àfrica. El cacau, el cafè, el blat de moro, la iuca i les patates es van traslladar d'un hemisferi a l'altre.
Durant més de 2000 anys, el Mediterrani va ser el centre del comerç europeu amb altres parts del món. Després de 1492, aquest enfocament es va desplaçar a l'oceà Atlàntic per rutes cap al sud prop del Cap de Bona Esperança, i pel comerç transatlàntic. Un altre canvi important va ser l'augment de la població. Millor menjada i més riquesa va permetre a les famílies ser més nombroses. La migració dels pobles d'Europa a les Amèriques va permetre que les poblacions europees també augmentessin. I per tant, el creixement de la població va proporcionar la força de treball en l'expansió necessària per a la industrialització.
Un altre resultat important de la revolució comercial europea va ser el fonament de la riquesa necessària per a la revolució industrial.